# Jeranglah Rendah
Jeranglah Rendah is een bestuurslaag in het regentschap Bengkulu Selatan van de provincie Bengkulu, Indonesië. Jeranglah Rendah telt 551 inwoners (volkstelling 2010).